# Szarże kawalerii polskiej na niemieckie czołgi

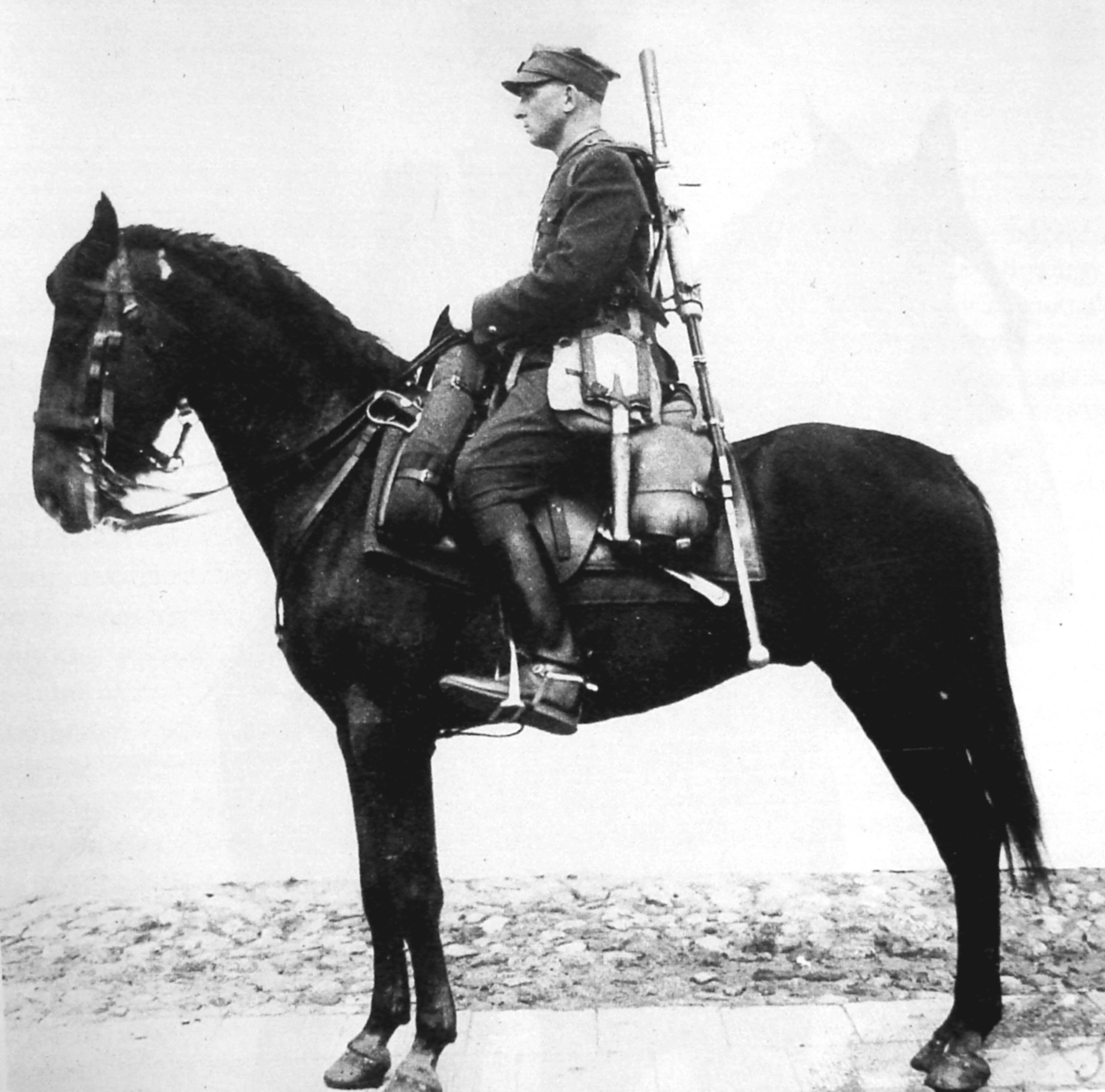
Polski ułan z karabinem przeciwpancernym UR według „Instrukcji o noszeniu, troczeniu i pakowaniu wyposażenia kawalerii” z 1938. Karabin mógł przebić pancerz każdego niemieckiego czołgu oraz wozu pancernego we wrześniu 1939 roku.

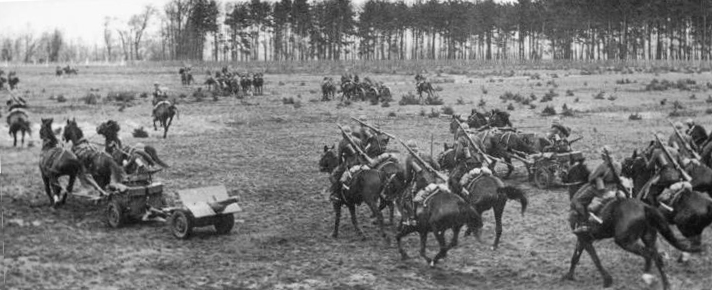
Wielkopolska Brygada Kawalerii w bitwie nad Bzurą w 1939. Widoczny sposób
transportu przez kawalerię armaty przeciwpancernej wz. 36 kawaleryjskiej broni przeciwczołgowej

Schemat bitwy pod Krojantami - źródła mitu o szarżach ułanów na czołgi

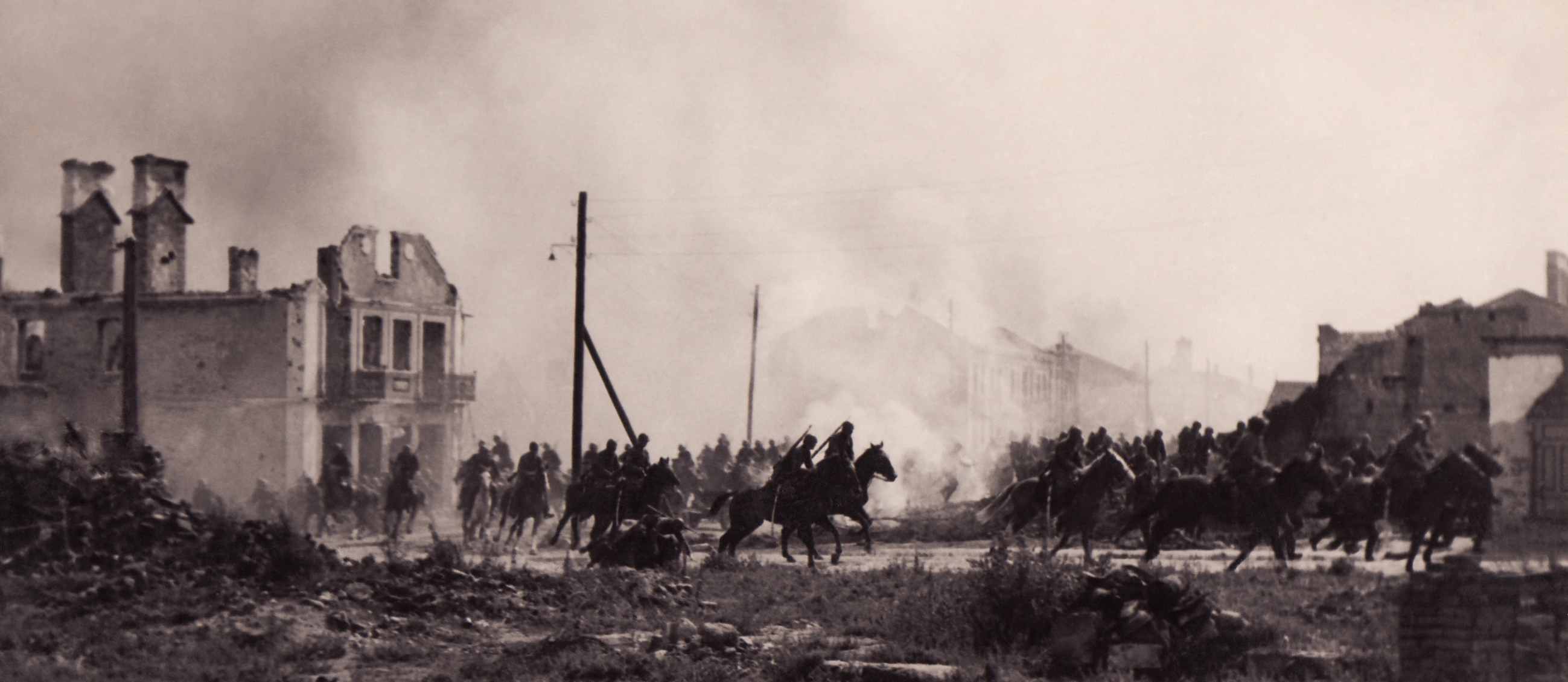
Propagandowe zdjęcie niemieckie przedstawiające scenę z filmu Kampfgeschwader Lützow. Zdjęcie przedstawia rzekomą polską kawalerię w Sochaczewie w roku 1939.

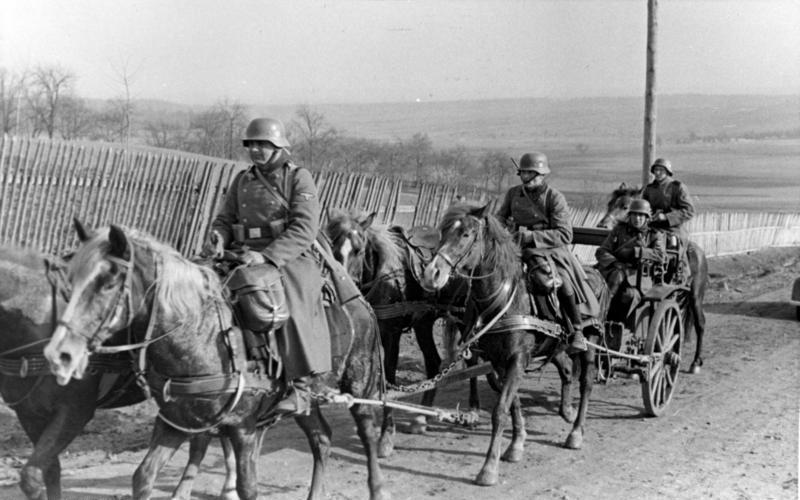
Niemiecka kawaleria Waffen-SS podczas Blitzkriegu w Polsce 1939

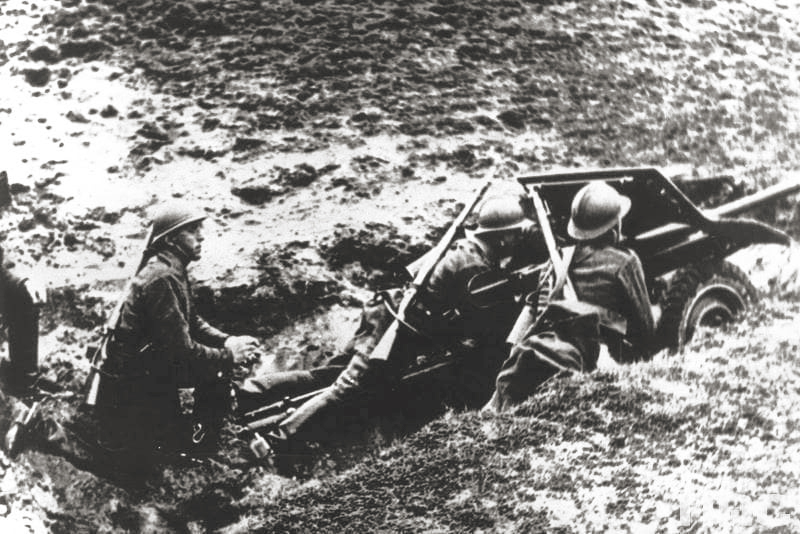
Armata przeciwpancerna Bofors 37 mm na stanowisku ogniowym

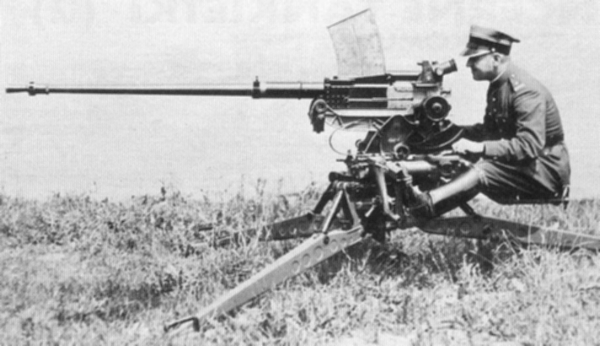
Karabin maszynowy wz. 38FK, w który uzbrajano TKSy, zdolny był przebić pancerz każdego typu niemieckiego czołgu w 1939

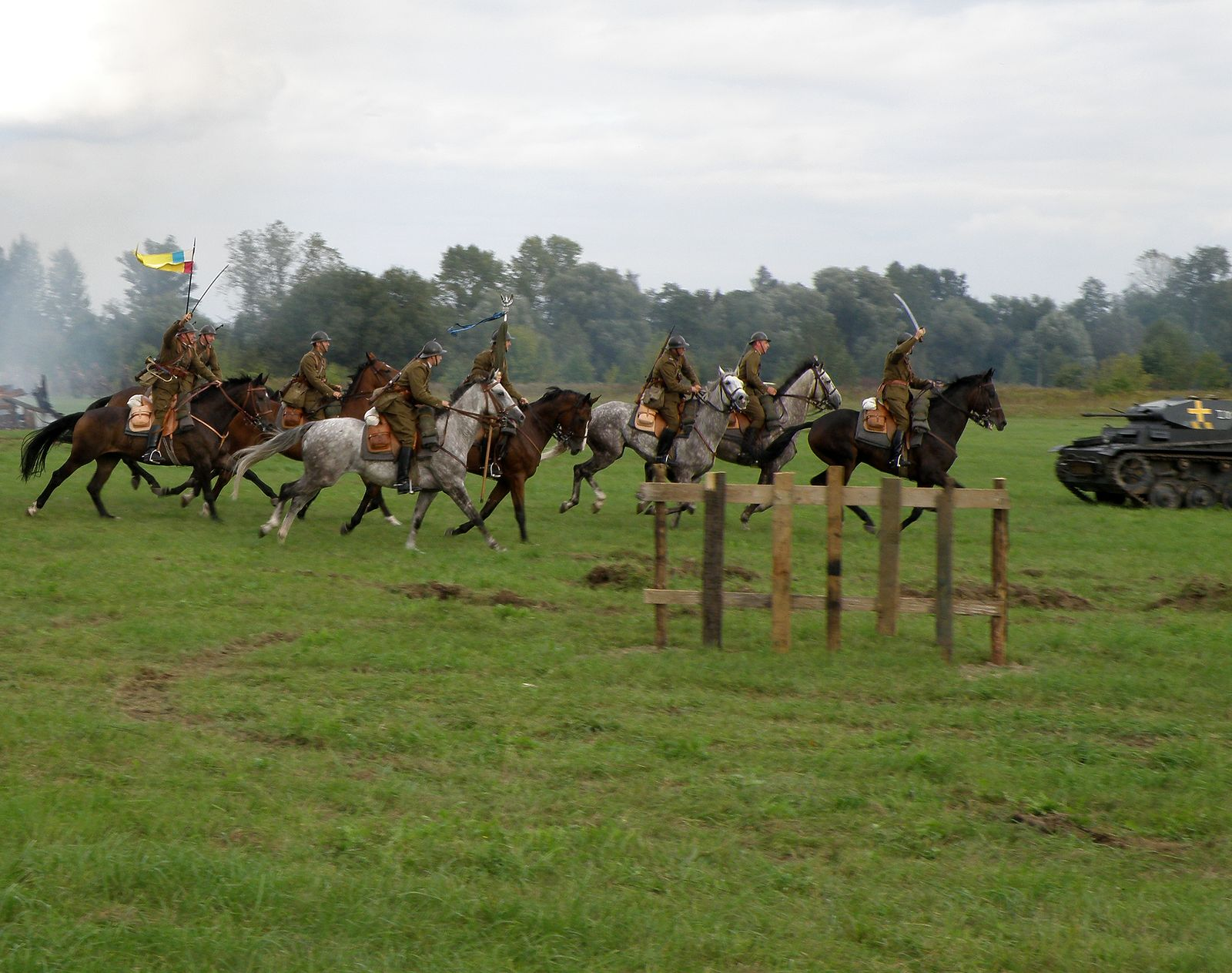
Szarża kawalerii polskiej pod Wólką Węglową, rekonstrukcja bitwy 10 września 2011 w Łomiankach

Szarże kawalerii polskiej na niemieckie czołgi – mit rozpowszechniony przez niemiecką, nazistowską propagandę oraz powojenną propagandę komunistyczną dotyczący rzekomych szarż polskiej kawalerii na niemieckie czołgi w czasie kampanii wrześniowej. 
Według historyków we wrześniu 1939 roku nie odbyła się ani jedna szarża kawaleryjska na niemieckie czołgi. Mimo że mit ten nie znajduje żadnego potwierdzenia w faktach historycznych, propaganda polityczna XX wieku zakorzeniła go tak głęboko w świadomości obcokrajowców oraz polskiego społeczeństwa, że uznawany jest za prawdę i funkcjonuje do czasów obecnych jako synonim tzw. polskiej głupoty.

## Źródła mitu w propagandzie nazistowskiej
Źródła mitu znajdują się w propagandzie niemieckich nazistów, którzy chcieli dzięki niemu zilustrować przewagę technologiczną oraz militarną w czasie kampanii wrześniowej pomiędzy III Rzeszą a II Rzeczpospolitą. Według goebbelsowskiej propagandy II Rzeczpospolita była tak słaba i zacofana, że Wojsko Polskie zmuszone było bronić się przed niemieckimi czołgami atakami kawalerzystów uzbrojonymi w szable i lance. Mit o polskich kawalerzystach szarżujących na niemieckie czołgi we wrześniu 1939 roku wziął się bezpośrednio z opisów niemieckich i włoskich korespondentów wojennych wykorzystanych później przez nazistowską propagandę.
Jako bezpośrednie zdarzenie mające stanowić ilustrację dla tego mitu podaje się tutaj najczęściej szarżę przeprowadzoną podczas bitwy pod Krojantami, którą 1 września 1939 roku o godzinie 19:00 przeprowadził 18 Pułk Ułanów Pomorskiej Brygady Kawalerii pod dowództwem pułkownika Kazimierza Mastalerza. Szarżę polscy kawalerzyści przeprowadzili na ok. 800 niemieckich żołnierzy z batalionu piechoty, którzy rozproszyli się w popłochu. Szarżujących piechotę ułanów z 18 Pułku nieoczekiwanie zaatakowały ze skrzydła niemieckie samochody pancerne ukryte w lesie, które ostrzelały je ogniem karabinów maszynowych. W wyniku tego ataku ułani polscy odskoczyli w las. Odpowiedni opis zdarzenia znajduje się we wspomnieniach uczestnika szarży rotmistrza Godlewskiego. W szarży bezpośrednio zginęło około 25 kawalerzystów polskich, w tym 4 oficerów, co stanowiło około 10% stanu 18 Pułku w momencie bitwy. Dużo większe straty ponieśli kawalerzyści w czasie odwrotu po ataku niemieckich samochodów pancernych. Następnego dnia na pole bitwy dotarli korespondenci włoscy, których Niemcy zapewnili, że polscy ułani ponieśli śmierć w czasie szarż na niemieckie czołgi. Historię tę według relacji Niemców opisał włoski korespondent Indro Montanelli, który nie był bezpośrednim świadkiem domniemanych szarż, a swoją relację na temat przebiegu zajść w całości wymyślił, do czego przyznał się po wojnie 29 sierpnia 1998 r. na łamach włoskiej gazety „Corriere della Sera” w odpowiedzi na zapytanie Radosława Sikorskiego.
Relacja Montanellego została wykorzystana przez niemiecką propagandę, która używała mitu o szarżach polskich ułanów na niemieckie czołgi jako ilustrację „polskiej głupoty”. Minister propagandy III Rzeszy Joseph Goebbels w jednym ze swoich wystąpień posłużył się nim jako:  „...dowodem” na polską „głupotę” i na „irracjonalność” narodu, który według niego „potrzebował” być zmiażdżony, ponieważ był niezdolny do samodzielnego rządzenia się”. Mit ten zobrazowany został w niemieckim filmie propagandowym zrealizowanym w 1941 roku pt. Kampfgeschwader Lützow, w którym Polaków atakujących niemieckie czołgi odgrywali żołnierze słowaccy. Chociaż film ten stanowił niemiecką propagandę nazistowską i był pseudodokumentem, jego fragmenty często wykorzystywano później na Zachodzie jako autentyczne zdjęcia dokumentalne w historycznych filmach ilustrujących kampanię wrześniową.

## Organizacja jednostek kawaleryjskich w wojsku II RP
Podczas kampanii wrześniowej Polska wykorzystywała militarnie 11 brygad kawalerii, co stanowiło niecałe 10% polskiej armii w roku 1939. Po reorganizacji polskiej kawalerii w latach 30. do każdej z 11 brygad kawaleryjskich przydzielono również w ramach wsparcia baterie artyleryjskie oraz dywizjony pancerne wchodzące w skład polskich sił pancernych w wojsku polskim. Z wyposażenia ułanów już w połowie lat 30. wycofano jako obowiązkowe lance, które w polskiej kawalerii w tym czasie stanowiły jedynie wyposażenie oddziałów pełniących funkcje reprezentacyjne. Lance używane były w czasie parad oraz pokazów ze względu na tradycje kawaleryjskie. Czasami  używano ich jeszcze podczas szkoleń i treningów, ale regulaminy wojskowe nie przewidywały ich użycia bojowego w czasie wojny.
W zamian polskich ułanów wyposażono w krótsze, kawaleryjskie wersje karabinka wz. 29, lekką artylerię jak armata przeciwpancerna Bofors 37 mm oraz lekką broń przeciwpancerną. Starając się wyrównać dysproporcje w zakresie uzbrojenia pancernego, dowództwo polskie uruchomiło także tajny projekt produkcji nowoczesnych karabinów przeciwpancernych „UR”, w które zostali uzbrojeni polscy ułani we wrześniu 1939. „Instrukcja o noszeniu, troczeniu i pakowaniu wyposażenia kawalerii” z 1938 roku przewidywała, że ułani w trakcie działań wojennych będą przewozić ten karabin konno w specjalnym noszaku umieszczonym na plecach. Karabin przeciwpancerny był skuteczną bronią wobec wszystkich niemieckich czołgów i wozów pancernych tamtego okresu. W 1939 roku był w stanie przebić każdy pancerz tych niemieckich pojazdów.
Wiosną 1937 wprowadzona została reorganizacja kawalerii w wyniku czego rozpoczęto przekształcanie jednostek kawaleryjskich w zmotoryzowane. Całkowicie zmotoryzowana została 10 Brygada Kawalerii, którą wyposażono w motocykle, działa, tankietki typu TKS, czołgi typu Vickers E i czołgi 7TP. W 1938 zmotoryzowany został również 1 Pułk Strzelców Konnych i razem z 24. Pułkiem Ułanów, 10. Pułkiem Strzelców Konnych i 10 Dywizjonem Artylerii Konnej podporządkowany Dowództwu Broni Pancernych. Z jednostek tych utworzono dwa zgrupowania pancerne 10 Brygadę Kawalerii oraz Warszawską Brygadę Pancerno-Motorową.

## Taktyka walki kawalerii w 1939 roku
„Najgłupszy nawet dowódca szwadronu nie zarządziłby szarży na czołgi. (…) wiedział, że przeciwko czołgom ma szukać terenu przeciwpancernego, wykorzystywać działka przeciwpancerne, karabiny przeciwpancerne i granaty, w najgorszym wypadku przepuszczać czołgi na tyły i odcinać od nich towarzyszącą im piechotę. Wiedział, że szarżować może tylko niespodziewanie, na nieprzyjaciela zdezorganizowanego lub niegotowego do walki, na tabory, biwaki itp.” – pułkownik wojska polskiego Zbigniew Załuski
Dzięki wyposażeniu polskiej armii w broń pancerną oraz przeciwpancerną kawaleria nie musiała dokonywać w kampanii wrześniowej samobójczych szarż na niemieckie czołgi. Jednostki ułańskie zorganizowane były w podobny sposób jak dragoni. Konie służyły kawalerzystom jedynie do transportu i po dojechaniu na miejsce bitwy kawalerzyści walczyli spieszeni jak piechota, wykorzystując przeciw czołgom posiadaną broń przeciwpancerną. Według „Ogólnej Instrukcji Walki” wydanej przez Ministerstwo wojny II RP w 1933 roku działalność bojowa kawalerii w czasie wojny oparta była na zasadzie „kawaleria manewruje konno, a walczy pieszo”. W walce z wozami pancernymi oraz czołgami miała ona przede wszystkim prowadzić opóźniające działania obronne w oparciu o przeszkody naturalne i utworzone sztuczne zapory ostrzeliwując się zza nich posiadaną bronią przeciwpancerną. Jej głównym zadaniem jeżeli chodzi o atak były szybkie manewry oskrzydlające wroga, docieranie na jego tyły, przerywanie linii komunikacyjnych oraz zdezorganizowanie zaopatrzenia frontu. Natomiast jeżeli chodzi o obronę ubezpieczanie wolnych skrzydeł wyższych związków taktycznych broni połączonych, a także szerokich drugorzędnych odcinków frontu.
W przedwojennych polskich regulaminach wojskowych frontalny atak kawalerii na czołgi z użyciem broni białej lub ręcznej broni palnej jako absurdalny pod względem taktycznym nie był w ogóle rozważany. Teoretyk wojskowy II RP Stefan Mossor w swojej pracy napisanej w latach 1936-1938 pt. „Sztuka wojenna w warunkach nowoczesnej wojny” opisując zadania kawalerii w razie przyszłego konfliktu militarnego w zetknięciu z bronią pancerną oraz lotniczą przewidywał jedynie walkę defensywną oraz obronę z wykorzystaniem broni przeciwpancernych oraz min. Napisał również, że kawaleria w wyniku stałej groźby obu broni mechanicznych zostanie zmuszona wraz z piechotą do przerzucenia większości zaczepnych działań bojowych na czas nocny: „(...) gdy np. wielka jednostka kawalerii może się w dzień skutecznie bronić przeciw związkom pancernym, to w nocy może podejść konno pod ich postoje i zniszczyć je natarciem pieszym przy użyciu granatów ręcznych, lekkiej broni przeciwpancernej i karabinów maszynowych”.
Ze względu na ryzyko dużych strat szarże kawaleryjskie nie były przewidziane w wojskowych polskich regulaminach nawet w zetknięciu z gniazdami karabinów maszynowych obsługiwanymi przez okopaną piechotę wroga. Bezpośrednia szarża kawaleryjska była stosowana tylko wobec przemieszczającej się, nieokopanej i nieosłoniętej piechoty nieprzyjaciela oraz niemieckiej kawalerii zorganizowanej w ramach 1 Brygady Kawalerii biorącej udział w kampanii wrześniowej w Polsce Ataki kawalerzystów na zgrupowania pancerne mogły odbyć się jedynie ze wsparciem artylerii oraz dywizjonów pancernych. W działaniach tych kawalerzyści walczyli jak piechota wykorzystując konie tylko do wykonywania manewrów taktycznych lub odwrotu.

## Sukcesy jednostek kawaleryjskich w walce z Niemcami w 1939
W 1939 roku kawaleria nawet po modernizacji oraz zmianach taktyki była już bronią przestarzałą, mimo to niejednokrotnie udawało się jej skutecznie walczyć nawet z niemieckimi jednostkami pancernymi. Jednym z wielu przykładów może być zwycięskie starcie Wołyńskiej Brygady Kawalerii pod dowództwem płk. Juliana Filipowicza z niemiecką 4 Dywizją Pancerną gen. Reinhardta. 1 września 1939 roku w czasie bitwy pod Mokrą ułani uzbrojeni w broń przeciwpancerną zniszczyli ponad 100 niemieckich czołgów i samochodów pancernych, zatrzymując na cały dzień pochód niemieckiej dywizji pancernej. Przeprowadzili podczas bitwy również szarżę przeciw niemieckiej piechocie.
W kampanii wrześniowej jednostki kawaleryjskie wielokrotnie współpracowały podczas walk z przydzielonymi do nich dywizjonami pancernymi. Dnia 3 września 1939 roku 10 Pułk Strzelców Konnych odparł atak czołgów niemieckich w rejonie Naprawy biorąc do niewoli jeńców. Obawiając się drugiego ataku Niemców strzelcy podjęli kontratak szwadronem odwodowym wspieranym przez kompanię czołgów Vickers. Wsparci ostrzałem czołgowym strzelcy natarli pieszo na niemieckie pozycje odpychając nieprzyjaciela. W ostatniej fali polskiego ataku doszło do walki na granaty i bagnety. Niemcy wycofali się.
Dnia 4 września 24 Pułk Ułanów, wspomagany przez kompanię czołgów Vickers natarł z zaskoczenia na Niemców zdobywając wzgórza w rejonie Kasiny Wielkiej i Mszany Dolnej. Podczas ataku zniszczono 3 wrogie czołgi. Dwa silne niemieckie kontrataki pancerne odrzuciły ułanów na poprzednie pozycje, z których nazajutrz wycofali się.

## Szarże polskiej kawalerii w kampanii wrześniowej
Podczas kampanii wrześniowej kawaleria polska przeprowadziła 17 szarż przeciw Niemcom, z których żadna nie miała na celu atakowanie nieprzyjacielskich czołgów. Celem szarż podejmowanych przez ułanów były najczęściej ataki na piechotę, niemiecką kawalerię, tabory i obozowiska. W kilku przypadkach szarże podjęto również w celu przedarcia się z okrążenia. Wbrew obecnym wyobrażeniom większość z przeprowadzonych w 1939 roku szarż polskich ułanów zakończyła się sukcesem. We wrześniu 1939 miały miejsce następujące szarże kawaleryjskie:
- 1 września
  - pod Krojantami – 1 i 2 Szwadron, po jednym plutonie z 3 i 4 Szwadronu 18 Pułku Ułanów Pomorskich dokonał szarży na nacierający batalion piechoty niemieckiej znajdującej się na tyłach skrzydła niemieckiej 2 Dywizji Piechoty Zmotoryzowanej. Celem szarży było osłonięcie wycofujących się ku rzece Brdzie oddziałów piechoty polskiej z Grupy Operacyjnej Czersk[29][30].
  - pod Mokrą – 1 i 3 Szwadron 19 Pułku Ułanów Wołyńskich przeprowadził szarżę na niemiecką piechotę, która uciekła w panice[31][32].
  - w Lasach Królewskich – patrol 11 Pułku Ułanów Legionowych z Mazowieckiej Brygady Kawalerii przeprowadził z zaskoczenia szarżę na kawalerię niemiecką. Nieprzyjaciel przyjął szarżę, w starciu użyto lanc i szabel. Po krótkiej walce niemieccy kawalerzyści uciekli.[33]
- 2 września pod wsią Borowa – 1 Szwadron 19 Pułku Ułanów Wołyńskich napotkał szwadron niemieckiej kawalerii we wsi Borowa. Polacy przystąpili do szarży, ale Niemcy wycofali się, nie podejmując walki.[34]
- 11 września pod Osuchowem – 1 Szwadron 20 Pułku Ułanów pod dowództwem por. Jana Burtowego przebił się szarżą przez pierścień niemieckiego okrążenia.[35]
- 12 września pod Kałuszynem – 4 Szwadron 11 Pułku Ułanów Legionowych[35]
- 13 września
  - pod Mińskiem Mazowieckim – 1 Szwadron 2 Pułku Ułanów Grochowskich[36]
  - pod Maliszewem – 1 Szwadron 27 Pułku Ułanów pod dowództwem rtm. Borysa Gierasiuka po złamaniu sił nieprzyjaciela wykonał szarżę w pościgu za uciekającymi Niemcami, zajmując Maliszewo oraz biorąc w niewolę licznych jeńców.[35]
- 15 września pod Brochowem – część 17 Pułku Ułanów Wielkopolskich wykonała szarżę na niemieckie pozycje obsadzone przez niemiecką piechotę, po której ułani zsiedli z koni i kontynuowali atak pieszo.[potrzebny przypis]
- 16 września pod m. Gajówka Dębowskie – pluton 4 Szwadronu 17 Pułku Ułanów Wielkopolskich szarżą zmusił Niemców do opuszczenia stanowisk bojowych.[37]
- 19 września
  - Szarża pod Wólką Węglową – 14 Pułk Ułanów Jazłowieckich pod dowództwem płk. dypl. Edwarda Godlewskiego podjął szarżę mającą na celu przedarcie się do Warszawy przez odsłonięty teren kontrolowany przez oddziały niemieckiej kawalerii zmotoryzowanej oraz artylerię i czołgi 1 Dywizji Pancernej. Szarża zaskoczyła Niemców podczas odpoczynku i wywołała wśród nich panikę[38][36]. Polacy przedarli się przez niemieckie linie i jako pierwszy oddział Armii „Poznań” dotarli 20 września do Warszawy[39]. W szarży trwającej 18 minut poległo kilkunastu ułanów w tym rtm. 3 szwadronu Marian Walicki. Ranni podoficerowie i ułani, którzy podczas szarży dostali się do niewoli, zostali wyprowadzeni w nocy przez wachm. Rudolfa Zenkera[2].
  - pod Łomiankami – zwiad 6 Dywizjonu Artylerii Konnej przebił się szarżą do Warszawy.[40]
- 21 września – bitwa pod Kamionką Strumiłową – 3 Szwadron 1 Dywizjonu Kawalerii (improwizowany) zaatakował szarżą piechotę niemiecką przygotowującą się do ataku na polskie pozycje. Niemiecka piechota opuściła zajmowane stanowiska i rozpoczęła odwrót.[35]
- 23 września pod Krasnobrodem – 1 Szwadron 25 Pułku Ułanów Wielkopolskich zaatakował szarżą szwadron kawalerii niemieckiej 17 pułku Rajtarów Baberskich dowodzony przez rittmeistera Kurta Hasse. Niemcy zostali zmuszeni do odwrotu. Polscy ułani podczas pościgu dostali się w krzyżowy ogień karabinów maszynowych, w wyniku czego szwadron odniósł duże straty. W starciu zginął dowódca polskiego szwadronu por. Tadeusz Gerlecki[2]
- 24 września pod Husynnem – ok. 500 kawalerzystów z zapasowego szwadronu 14 Pułku Ułanów Jazłowieckich oraz polskiej konnej policji przeprowadziły szarżę na sowiecką piechotę, która okrążyła wieś Husynne. W wyniku szarży piechurzy radzieccy uciekli w panice. Rosjanie do walki włączyli stojące za wzgórzami jednostki pancerne, zmuszając kawalerzystów do odwrotu. Okrążeni Polacy wkrótce poddali się[35][41].
- 26 września pod Morańcami – 27 Pułk Ułanów dwukrotnie szarżował na okopany niemiecki batalion piechoty we wsi Morańce. Oba ataki zostały odparte z ciężkimi ofiarami, jednak Niemcy przystąpili do negocjacji, i Polacy dokonali odwrotu.[42]

## Wykorzystanie mitu przez propagandę komunistyczną
Podobnymi do nazistowskiej propagandy motywami kierowali się komuniści, którzy również po wojnie chętnie wykorzystywali mit o szarżach kawaleryjskich na niemieckie czołgi. Po zakończeniu wojny szarżujący ułani również dla propagandy PRL stali się symboliczną ilustracją tego, jak zacofana w rozwoju oraz jak krótkowzroczna politycznie była kapitalistyczna i „obszarnicza, sanacyjna Polska”. Paradoksalnie mit szarż był również wykorzystywany w dobrej wierze przez niektórych powojennych publicystów odwołujących się do tradycji narodowych i sławiących oręż polski. Według nich miał on ilustrować waleczność i bohaterstwo polskich żołnierzy, którzy mieli odwagę stawić czoła we wrześniu lepiej uzbrojonemu przeciwnikowi.
Jednym z członków PZPR jacy otwarcie sprzeciwili się mitowi o szarżach polskiej kawalerii na niemieckie czołgi był pułkownik Wojska Polskiego – Zbigniew Załuski. Poświęcił on trzy lata na poszukiwania dowodów w postaci relacji bezpośrednich świadków mitycznych szarż i żadnego z nich nie znalazł. Swoje dociekania opublikował w serii artykułów zamieszczonych w miesięczniku oficerskim „Wojsko Ludowe” w 1960 roku, które ukazały się w formie książkowej po raz pierwszy w 1962 roku pt. „7 polskich grzechów głównych”. Książka wywołała jedną z najbardziej zaciekłych polemik prasowych dotyczących polskiej historii w okresie PRL-u. Była ona później wielokrotnie wznawiana w latach 60. i 70.
W swojej publikacji Załuski skrytykował m.in. Lotną Andrzeja Wajdy zarówno za przekłamania rzeczywistości, jak i za przeinaczenia treści utworu, na którym oparto fabułę filmu. W oryginalnym opowiadaniu Lotna, autorstwa Wojciecha Żukrowskiego, weterana września 1939 roku, ułani nie szarżują na niemieckie czołgi, ale na niemiecki biwak. Załuski zauważa, że „Gdy po piętnastu latach (Żukrowski) przerabiał Lotną na scenariusz filmowy, śpiący biwak zmienił się raptem w kolumnę zmotoryzowanej artylerii w marszu i w... nacierające czołgi – i to jakie! Takie ogromne, jakich, jako żywo ludzkie oko nie oglądało nie tylko we wrześniu, ale i całej drugiej wojnie światowej. (Ale to już zasługa Andrzeja Wajdy, podobnie jak to żałosne rąbanie szablą w lufę czołgowego działa)”. W filmie „Lotna” reżyser użył zamiast niemieckich czołgów z 1939 roku radzieckich czołgów średnich T-34 produkowanych w latach 1941–1958.
Załuski podkreślał również w swojej argumentacji, że szarże kawalerii są niemożliwe do wykonania przez wyszkolonych żołnierzy ze względu na barierę psychologiczną, która uniemożliwia atakowanie lepiej uzbrojonych jednostek przez jednostki uzbrojone słabiej. Jeżeli już podczas działań wojennych dochodzi do takich interakcji, to na ogół jednostki słabiej uzbrojone przechodzą do obrony lub wycofują się.

## Powielanie mitu na Zachodzie
Mit szarż polskiej kawalerii na niemieckie czołgi utrwalił się po wojnie również w świadomości obywateli państw Europy Zachodniej oraz USA głównie dlatego, że nie był dementowany przez  historyków PRL. Zniekształcony przez nazistowską propagandę obraz polskiej kawalerii atakującej białą bronią niemieckie czołgi i wozy pancerne po II wojnie światowej utrzymał się dość długo w Niemczech i znalazł również swoją kontynuację w propagandzie zachodnioniemieckiej.

## Szarże na czołgi jako artystyczna metafora września
Polscy ułani szarżujący na niemieckie czołgi stali się symbolicznym wyobrażeniem kampanii wrześniowej w oczach szeregu artystów polskich i zagranicznych. Rozpowszechniony przez propagandę polityczną mit o szarżach na niemieckie czołgi doczekał się wielu przejawów w sztuce, wpływając na spopularyzowanie tych fałszywych wyobrażeń wśród milionów ludzi. Mit znalazł swoje odbicie w wielu dziedzinach sztuki jak film, literatura czy malarstwo. Przedstawiono go m.in.:
- Na dwóch obrazach Jerzego Kossaka zadedykowanych kampanii wrześniowej.
- W filmie Lotna Andrzeja Wajdy.
- W książce Blaszany bębenek Güntera Grassa
- w wierszu „Lotnikom” Wiktora Budzyńskiego